# Duindoornlandschap

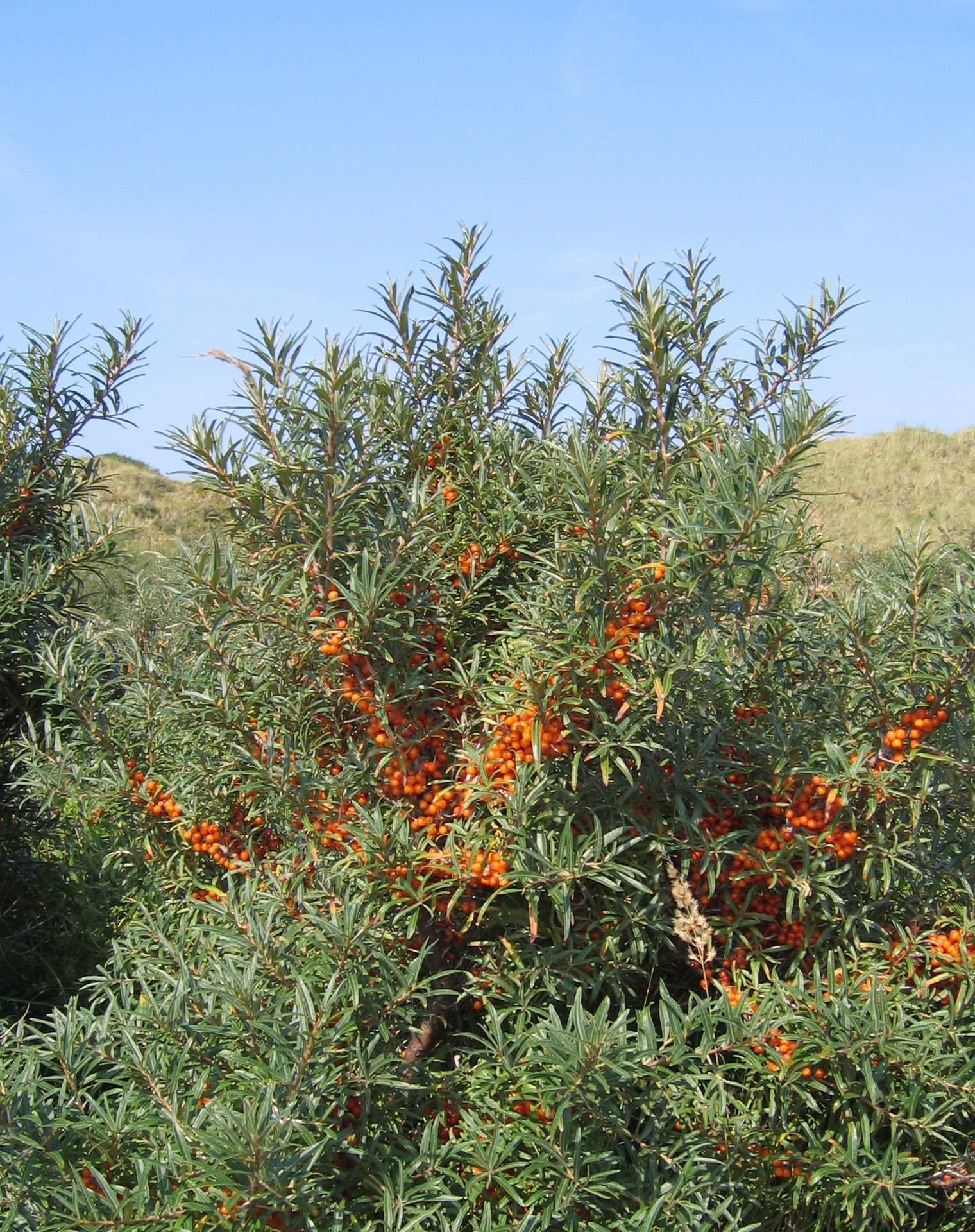
Duindoorn

Een duindoornlandschap is een duinlandschap waarin de duindoorn veel voorkomt. Het is een van de duinlandschappen in de typologie van duinexpert en landschapsecoloog Henk Doing uit 1988.
Men vindt dit landschap in kalkrijke grijze duinen die vlak achter de zeereep liggen. Hier vermindert het stuiven van het zand en kunnen struwelen gevormd worden van duindoorn. Meer landinwaarts, in de midden- en binnenduinen, komen struwelen voor van gewone vlier, eenstijlige meidoorn, ratelpopulier en wilde liguster.
Waar het duindoornlandschap voorkomt is zeewind een belangrijke factor. De begroeiing doet ruig aan, de struiken zijn manshoog en ondoordringbaar. Konijnen zijn er bijna niet, want die vinden er nauwelijks voedsel.
Vroeger werd duindoornlandschap vaak afgebrand om begrazing door vee mogelijk te maken.